# Rotblatt-Rose
Die Rotblatt-Rose (Rosa glauca), auch Rotblättrige Rose, Hecht-Rose oder Bereifte Rose genannt, ist eine Pflanzenart aus der Gattung Rosen (Rosa) innerhalb der Familie der Rosengewächse (Rosaceae).

## Beschreibung

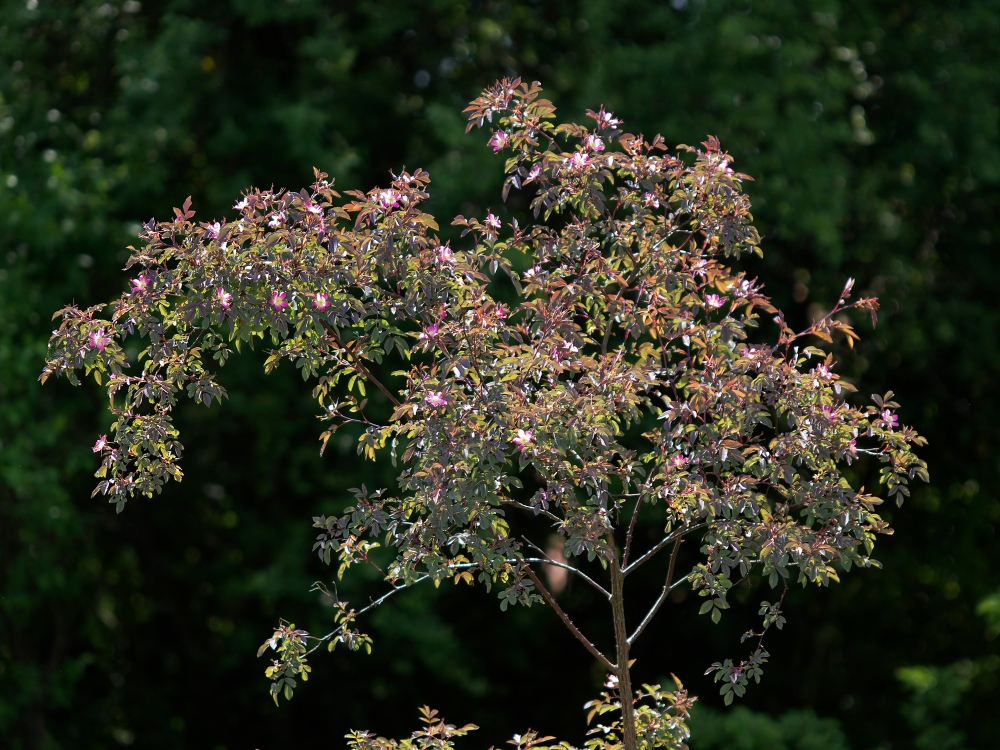
Zweig mit Laubblättern und Blüten

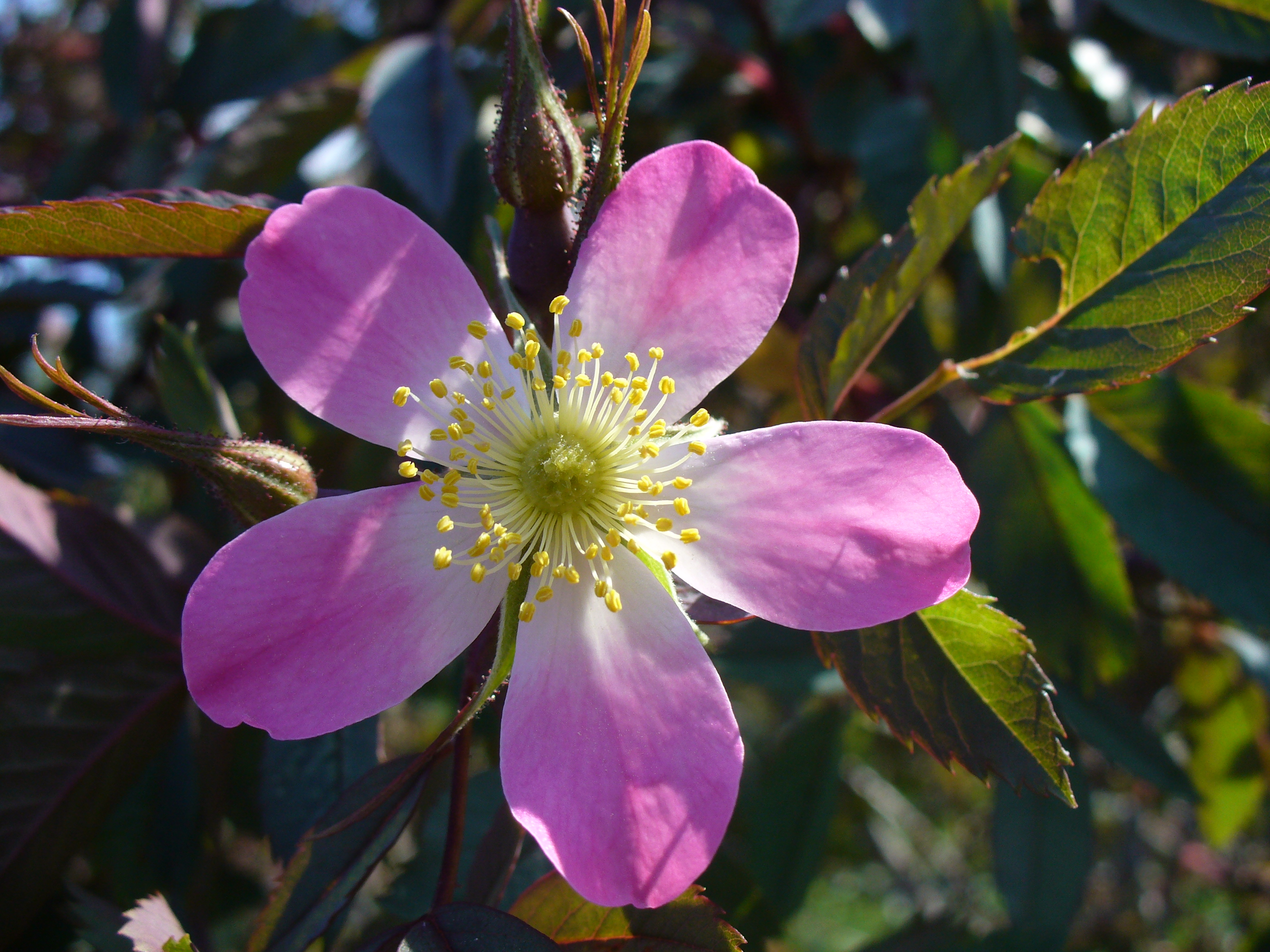
Radiärsymmetrische Blüte mit fünf Kronblättern und vielen Staubblättern mit gelben Staubbeuteln

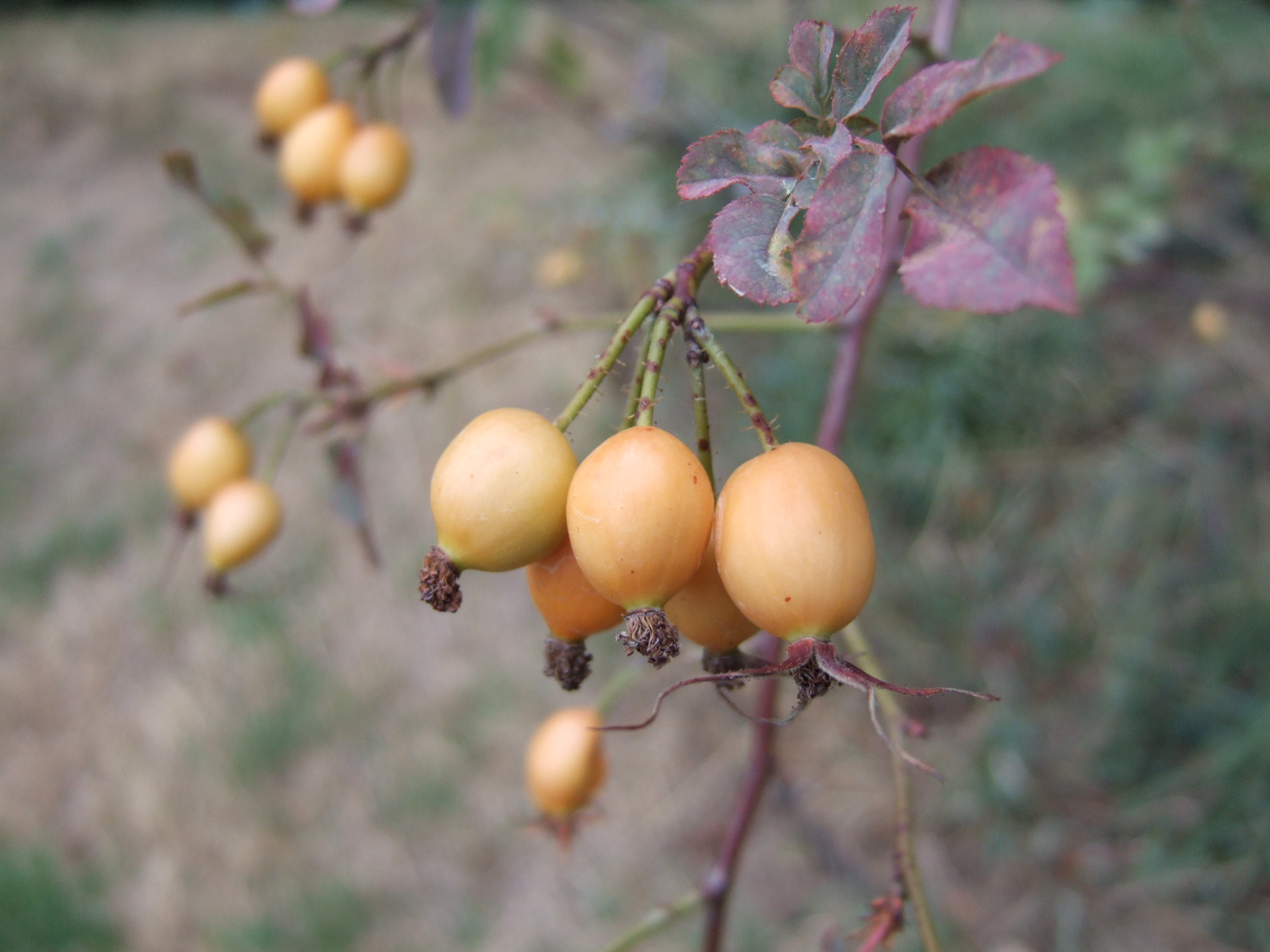
Reife Hagebutten

### Erscheinungsbild und Blatt
Die Rotblatt-Rose wächst als sommergrüner Strauch und erreicht Wuchshöhen von 1 bis 2,5, selten bis zu 3 Metern. Die selbstständig aufrechten, schlanken Zweige besitzen eine kahle, braunrote, auffallend rötlich bis hechtblau bereifte Rinde. Die wenigen, meist geraden oder leicht gebogenen, abwärts geneigten Stacheln sind meist an der Basis der Langtriebe angelegt.
Die wechselständig angeordneten Laubblätter sind 7 bis 12 Zentimeter lang und unpaarig gefiedert mit fünf bis neun Fiederblättchen. Die kahlen, bläulich-grünen und mehr oder weniger purpurrot überlaufenen Blattadern ausgestatteten Fiederblättchen sind bei einer Länge von 2 bis 4,5 Zentimetern elliptisch bis länglich-eiförmig, mit spitzem oberem Ende und scharf gesägtem Rand.

### Blüte und Frucht
Die Blütezeit reicht von Juni bis Juli. Wenige (ein bis fünf) Blüten stehen auf mit einer Länge von 1 bis 2 Zentimetern relativ kurzen, kahlen Blütenstielen zusammen. Tragblätter sind vorhanden. Die zwittrigen Blüten sind bei einem Durchmesser von 3 bis 3,5 Zentimetern radiärsymmetrisch und fünfzählig mit doppelter Blütenhülle. Die fünf Kelchblätter sind ganzrandig oder die äußeren haben einige seitliche Lappen, auf der Rückseite sind sie kahl oder drüsig, nach der Anthese aufgerichtet abstehend und hinfällig oder selten haltbar. Die Kelchblätter sind viel länger als die Kronblätter. Die fünf karminrosafarbenen bis tiefpurpurrosafarben Kronblätter sind weiß genagelt. Es sind viele Staubblätter vorhanden. Die langen Griffel stehen frei.
Die relativ langen Fruchtstiele sind drüsenlos oder stieldrüsig. Die bei Reife orangefarbenen bis scharlachroten Hagebutten sind bei einem Durchmesser von etwa 1,5 Zentimetern kugelig bis mehr oder weniger flachrund.

### Chromosomensatz
Die Chromosomengrundzahl beträgt x = 7; es liegt Tetraploidie vor, also 2n = 28.

## Ökologie
Bei der Rotblatt-Rose handelt es sich um einen mesomorphen Nanophanerophyten.
Die Bestäubung erfolgt durch Insekten (kurzrüsselige Bienen, Schwebfliegen (Syrphidae), Fliegen, Käfer) oder durch Selbstbestäubung und die amphimiktische Samenbildung erfolgt ohne Bestäubung. Die Rotblatt-Rose ist selbstkompatibel.
Die Ausbreitung der Samen geschieht durch Verzehr der Hagebutten und Ausscheidung (Endochorie).

## Vorkommen
Die Rotblatt-Rose ist ein präalpines Florenelement. Ihr natürliches Verbreitungsgebiet in Europa sind Gebirgslagen von den Pyrenäen über die Alpen bis zu den Karpaten.
In Mitteleuropa kommt die Rotblatt-Rose sehr zerstreut bis selten im Schwäbischen Jura, im Alpenvorland und im südlichen Schwarzwald selten vor; ebenso im Schweizer Jura und in den Nördlichen und Südlichen Kalkalpen. Sehr selten oder nur Einzelfunde (oft synanthrop) gibt es in Deutschland in Süderbergland, Harz, im zentralen Hessen, am Vogelsberg, in der Rhön, im Erzgebirge, südlichen Brandenburg, Mecklenburg und Allgäu. Sie steigt vereinzelt auf Höhenlagen von über 1500 Metern.
Sie ist in der Roten Liste der gefährdeten Arten Deutschlands als 3, also gefährdet eingestuft. In den deutschen Bundesländern Baden-Württemberg sowie Bayern ist sie gefährdet, in Sachsen ist sie unbeständig und in Berlin sowie Hamburg kommt sie als Neophyt vor.
Die Rotblatt-Rose gedeiht am besten auf steinigen, flachgründigen, kalkhaltigen oder doch nicht zu sauer reagierenden Böden. Sie bevorzugt sonnige Standorte. Sie wächst auf Steinschutt und in Felsspalten.  Sie ist im Schweizer Jura eine Charakterart des Felsenbirnen-Gebüsch (Cotoneastro-Amelanchieretum) aus dem Verband Berberidion.
Die Zeigerwerte nach Ellenberg sind: Lichtzahl L8 = Halblicht- bis Volllichtpflanze; Temperaturzahl T5 = Mäßigwärmezeiger; Kontinentalitätszahl K4 = subozeanisch, gemäßigtes Seeklima zeigend; Feuchtezahl F4 = Trockenheits- bis Frischezeiger; Feuchtewechsel = keinen Wechsel der Feuchte zeigend; Reaktionszahl R7 = Schwachsäure- bis Schwachbasenzeiger; Stickstoffzahl N2 = ausgesprochene Stickstoffarmut bis Stickstoffarmut, stickstoffarme bis -ärmste Standorte anzeigend; Salzzahl S0 = nicht salzertragend; Schwermetallresistenz = nicht schwermetallresistent.

## Systematik
Die Erstveröffentlichung von Rosa glauca erfolgte 1788 durch Pierre André Pourret in Histoire et mémoires de l'académie royale des sciences ...., 3, S. 326. Synonyme für Rosa glauca Pourr. sind: Rosa cinnamomea var. rubrifolia Vill. ex Thory, Rosa glauca var. abrezolii Burnat, Rosa glauca var. glaucescens (Wulfen) Popek, Rosa glauca var. pubescens (R.Keller) R.Keller, Rosa glaucescens Wulfen, Rosa gutensteinensis J.Jacq., Rosa ilseana Crép., Rosa livida Host, Rosa lurida hort. ex Andrews, Rosa majalis var. rubrifolia (Vill. ex Thory) Wallr., Rosa rubicunda Haller f., Rosa rubrifolia Vill., Rosa pauciflora Opiz.
Rosa glauca gehört zur Sektion Caninae aus der Gattung Rosa.

## Verwendung
Die Rotblatt-Rose eignet sich gut als Ziergehölz für Parks und Gärten. Durch die Farbe der Laubblätter und die Hagebutten wirkt diese Rosen-Art als Farbtupfer auch dann noch, wenn sie nicht blüht. Wie bei vielen anderen Wildrosen ist Pflegeaufwand gering. Sie wird aber in Kultur häufig von Rostpilzen (Rosenrost), Sternrußtau und von Mehltau befallen.
Sie ist frosthart bis −35 °C (USDA-Zone 4). Dabei sollte sie aber unbedrängt von konkurrenzkräftigen Gehölzen an einem hellen Standort gepflanzt werden. In ihren Ansprüchen an den Boden ist diese Wildrose nicht wählerisch und toleriert selbst trockenste Böden.
Die Hagebutten werden roh oder gegart verwendet; sie sind relativ hart und enthalten relativ wenig Fruchtmark. Nur die dünne fleischige Schicht, die die vielen Nüsschen umgibt, ist zu verwenden. Vorsicht, man muss sich sicher sein, alle Haare entfernt zu haben. Die Samen sind eine gute Quelle für Vitamin E; sie werden gemahlen Mehl beigemischt oder zu anderer Nahrung hinzugefügt. Die medizinischen Wirkungen wurden untersucht.